# Euptilon normale
Euptilon normale är en insektsart som först beskrevs av Banks 1942.  Euptilon normale ingår i släktet Euptilon och familjen myrlejonsländor. Inga underarter finns listade i Catalogue of Life.